# 3396 Muazzez
3396 Muazzez este un asteroid din centura principală, descoperit pe 15 octombrie 1915 de Max Wolf.